# Gyere, szeress!
A Gyere, szeress Kovács Kati huszonhetedik albuma, mely 2002 decemberében jelent meg.
Az albumon az új dalok mellett régi dalok feldolgozásai is hallhatóak.
Új dalok: Gyere, szeress; Hol van a tűz; Kinek a szíve; Nem haragszom rád; Még egy dal; Sógor.
A Sógor c. dal Koncz Tibor énekli, ezen a felvételen Kati hangja nem hallható.
Az Édes kisfiam, a Mit tehet az ember, az Ablak nincs az emberen, a Próbálj meg lazítani, a One day in your life és az I will go with you eredetileg más előadók (Cserháti Zsuzsa, Generál együttes, Katona Klári, Hofi Géza, Anastacia, Donna Summer) által énekelt dalok. 
Az Édes kisfiam c. szerzemény eredetileg Kovács Katinak íródott, ő ajándékozta a dalt Cserhátinak.
A Mindig veled, a Hívlak és a „C”, a zongorahúr Kati saját dalainak feldolgozásai.
Az internet és a fájlmegosztások 2000-es években történt tömeges elterjedése és az ebből fakadó csekély CD-eladás okán az énekesnőnek ez máig a legutolsó magyar stúdióalbuma.
Az énekesnő ennek ellenére rendszeresen nyilatkozza, hogy szívesen készítene újabb albumokat is, méghozzá sokféle műfajban: hard rock, heavy metal vagy éppen diszkóstílusban. 2010-ben fel is merült a lehetőség a Qualitons együttessel új funk-beat albumot készíteni, számos nyilatkozatban ezt a szándékot mindkét fél megerősítette, ám az év végére megszakadt a kapcsolat közöttük.

## Számlista
1. Gyere, szeress
2. Hol van a tűz
3. Édes kisfiam]
4. Kinek a szíve
5. Mit tehet az ember
6. Ablak nincs az emberen
7. Mindig veled
8. Hívlak
9. „C”, a zongorahúr
10. Nem haragszom rád
11. Próbálj meg lazítani
12. Még egy dal
13. One Day In Your Life
14. I Will Go With You
15. Sógor
16. Kinek a szíve
17. Még egy dal

## Televízió
Tv-felvételek:
- Gyere, szeress!
- Hol van a tűz
- Kinek a szíve
- Édes kisfiam
- Mit tehet az ember
- Ablak nincs az emberen
- Hívlak
- Próbálj meg lazítani
- Még egy dal
- One Day In Your Life

## Rádió
2003. január 5-én a Petőfi Rádió Promenád c. műsorában élő bemutatója volt a lemeznek a Stúdió 11 kíséretében. Az elhangzott dalok:
1. Gyere, szeress!
2. Hol van a tűz
3. Kinek a szíve
4. Édes kisfiam
5. Ablak nincs az emberen
6. Most kéne abbahagyni
7. Mit remélsz?